# Переписна область №5 (Манітоба)
Переписна область №5 (англ. Division No.  5) — переписна область в Канаді, у провінції Манітоба.

## Населення
За даними перепису 2016 року, переписна область нараховувала 13176 жителів, показавши зростання на 2%, порівняно з 2011-м роком. Середня густина населення становила 1,6 осіб/км².
З офіційних мов обидвома одночасно володіли 275 жителів, тільки англійською — 12 635, тільки французькою — 5, а 55 — жодною з них. Усього 1,230 осіб вважали рідною мовою не одну з офіційних, з них 5 — одну з корінних мов, а 20 — українську.
Працездатне населення становило 67,2% усього населення, рівень безробіття — 5% (5,3% серед чоловіків та 4,8% серед жінок). 73,9% були найманими працівниками, 25,4% — самозайнятими.
Середній дохід на особу становив $48 129 (медіана $34 067), при цьому для чоловіків — $52 968, а для жінок $43 301 (медіани — $40 762 та $28 250 відповідно).
29,5% мешканців мали закінчену шкільну освіту, не мали закінченої шкільної освіти — 24,9%, 45,6% мали післяшкільну освіту, з яких 22,7% мали диплом бакалавра, або вищий.
| Статево-вікова структура населення | Статево-вікова структура населення | Статево-вікова структура населення | Статево-вікова структура населення | Статево-вікова структура населення |
| ---------------------------------- | ---------------------------------- | ---------------------------------- | ---------------------------------- | ---------------------------------- |
|                                    |                                    |                                    |                                    |                                    |
| Всього                             | Всього                             | 50,0%                              |                                    |                                    |
| 0 — 14 років                       | 0 — 14 років                       |                                    | 17,9%                              | 17,9%                              |
| 15 — 64 років                      | 15 — 64 років                      |                                    | 59%                                | 59%                                |
| 65 і більше                        | 65 і більше                        |                                    | 23,1%                              | 23,1%                              |
| 85 і більше                        | 85 і більше                        |                                    | 3,8%                               | 3,8%                               |
| Середній вік (років)               | Середній вік (років)               | 43,044,7                           | 43,9                               | 43,9                               |
| Медіана (років)                    | Медіана (років)                    | 44,847,4                           | 46,2                               | 46,2                               |
| — чоловіки — жінки                 |                                    |                                    |                                    |                                    |

| Походження мешканців:     | Походження мешканців:     | Походження мешканців: | Походження мешканців: | Походження мешканців: |
| ------------------------- | ------------------------- | --------------------- | --------------------- | --------------------- |
| Походження                |                           |                       | осіб                  | %                     |
| Корінні американці        | Корінні американці        |                       | 830                   | 6.72%                 |
| Інше північноамериканське | Інше північноамериканське |                       | 3 780                 | 30.61%                |
| Європейське               | Європейське               |                       | 10 305                | 83.44%                |
| британське                | британське                |                       | 7 695                 | 62.31%                |
| французьке                | французьке                |                       | 1 200                 | 9.72%                 |
| українське                | українське                |                       | 875                   | 7.09%                 |
| Карибське                 | Карибське                 |                       | 25                    | 0.2%                  |
| Латинськоамериканське     | Латинськоамериканське     |                       | 35                    | 0.28%                 |
| Африканське               | Африканське               |                       | 55                    | 0.45%                 |
| Азійське                  | Азійське                  |                       | 300                   | 2.43%                 |
| Океанійське               | Океанійське               |                       | 20                    | 0.16%                 |

| Зайнятість населення за галузями (за класифікацією NOC): | Зайнятість населення за галузями (за класифікацією NOC): | Зайнятість населення за галузями (за класифікацією NOC): | Зайнятість населення за галузями (за класифікацією NOC): | Зайнятість населення за галузями (за класифікацією NOC): |
| -------------------------------------------------------- | -------------------------------------------------------- | -------------------------------------------------------- | -------------------------------------------------------- | -------------------------------------------------------- |
|                                                          |                                                          |                                                          |                                                          |                                                          |
| Управління                                               | Управління                                               |                                                          | 21%                                                      | 21%                                                      |
| Бізнес, фінанси та адміністрування                       | Бізнес, фінанси та адміністрування                       |                                                          | 11,5%                                                    | 11,5%                                                    |
| Природничі та прикладні науки                            | Природничі та прикладні науки                            |                                                          | 2,7%                                                     | 2,7%                                                     |
| Охорона здоров'я                                         | Охорона здоров'я                                         |                                                          | 7,9%                                                     | 7,9%                                                     |
| Освіта, правозахист, муніципальні та урядові служби      | Освіта, правозахист, муніципальні та урядові служби      |                                                          | 10,1%                                                    | 10,1%                                                    |
| Мистецтво, культура, відпочинок та спорт                 | Мистецтво, культура, відпочинок та спорт                 |                                                          | 1,2%                                                     | 1,2%                                                     |
| Роздрібна торгівля та послуги                            | Роздрібна торгівля та послуги                            |                                                          | 17,3%                                                    | 17,3%                                                    |
| Гуртова торгівля, транспорт та обладнання                | Гуртова торгівля, транспорт та обладнання                |                                                          | 15,2%                                                    | 15,2%                                                    |
| Природні ресурси, сільське господарство                  | Природні ресурси, сільське господарство                  |                                                          | 11,6%                                                    | 11,6%                                                    |
| Виробництво                                              | Виробництво                                              |                                                          | 1,7%                                                     | 1,7%                                                     |

## Населені пункти
До переписної області входять містечко Меліта, муніципалітети Кіллерні-Тартл-Маунтін, Прейрі-Лейкс, а також хутори, інші малі населені пункти та розосереджені поселення.

## Клімат
Середня річна температура становить 2,8°C, середня максимальна – 23,5°C, а середня мінімальна – -23,7°C. Середня річна кількість опадів – 525 мм.
| Клімат поселення                              | Клімат поселення | Клімат поселення | Клімат поселення | Клімат поселення | Клімат поселення | Клімат поселення | Клімат поселення | Клімат поселення | Клімат поселення | Клімат поселення | Клімат поселення | Клімат поселення | Клімат поселення |
| Показник                                      | Січ.             | Лют.             | Бер.             | Квіт.            | Трав.            | Черв.            | Лип.             | Серп.            | Вер.             | Жовт.            | Лист.            | Груд.            |                  |
| Середній максимум, °C                         | −9,94            | −5,87            | 0,68             | 10,36            | 18,41            | 23,52            | 23,33            | 22,98            | 17,51            | 10,35            | 0,40             | −7,98            |                  |
| Середня температура, °C                       | −16,79           | −12,74           | −6,19            | 3,50             | 11,55            | 16,65            | 18,49            | 18,10            | 12,69            | 5,50             | −4,47            | −12,8            |                  |
| Середній мінімум, °C                          | −23,66           | −19,59           | −13,05           | −3,37            | 4,69             | 9,80             | 13,65            | 13,30            | 7,83             | 0,68             | −9,3             | −17,62           |                  |
| Норма опадів, мм                              | 21               | 18               | 26               | 28               | 62               | 89               | 79               | 67               | 44               | 41               | 27               | 23               |                  |
| Середньомісячна швидкість вітру, м/с          | 4.40             | 4.40             | 4.50             | 4.70             | 4.80             | 4.22             | 3.66             | 3.80             | 4.20             | 4.50             | 4.40             | 4.40             |                  |
| Середньомісячна сонячна радіація, кДж/м²·день | 4252             | 7636             | 12680            | 17065            | 20179            | 21431            | 22167            | 18930            | 13346            | 8168             | 4427             | 3376             |                  |
| --------------------------------------------- | ---------------- | ---------------- | ---------------- | ---------------- | ---------------- | ---------------- | ---------------- | ---------------- | ---------------- | ---------------- | ---------------- | ---------------- | ---------------- |
| Джерело:                                      |                  |                  |                  |                  |                  |                  |                  |                  |                  |                  |                  |                  |                  |